# Doc Land Films
Doc Land Films es una productora europea independiente de documentales y series documentales, creada por el realizador y reportero Hernán Zin en 2002.
Cuenta con oficinas en Madrid, Los Ángeles y Dubái, y produce documentales destinados a audiencias del mundo entero para plataformas como Netflix, Amazon Prime, Disney Plus, National Geographic, Canal Plus, The New York Times o Al Jazeera.
Si bien Hernán Zin producía sus propias películas desde 2002, en 2020 su empresa adopta el nombre de Doc Land, como parte del grupo de empresas Wow Land Group. En 2019, dentro del mismo grupo, funda Pod Land dedicada a la producción de podcasts de calidad. Cambió más adelante su nombre a Joy Land.

## Películas y Series
- The Sightseers (2022)[7]
- La Tumba del Dictador (2022)
- Somos Únicxs (2022).[8]
- Pandemic Tour Belako (2021).[9]
- Memoria (2021).[10]
- Fortuna (2021).[11]
- 2020 (2020)[12]
- 57 Días (2020)[13]
- Ángeles con espada (2020)[14]
- Morir para contar (2018).[15]
- Nacido en Siria (2017)[16]
- Bandoleros (2017)
- 10 años con Bebe (2016)
- Colmillos de sangre (2015)
- Matadoras (2015)
- 10 Elefantes (2015)
- Nacido en Gaza (2014)
- Honduras: la mara vida (2014)
- India no es país para mujeres (2014)
- La guerra contra las mujeres (2013)
- La América del odio (2013)
- Quiero ser Messi (2013)
- La caza al homosexual (2013)
- Caminando sobre las bombas (2012)
- Entre barras bravas (2012)
- Los señores de la guerra - (2011)
- Mujeres que cambian el mundo - serie (2011)
- Blancos de la ira - (2011)
- Villas Miseria (2009)

## Televisión
Entre 2011 y 2015 produce para Canal Plus los reportajes dirigidos por Jon Sistiaga en Afganistán, Somalia, Kenia, Tanzania, Honduras, Argentina, Ruanda e India. Trabajo por el que recibe el Premio Ondas y dos nominaciones a los Premios Iris.

## Publicidad
Además de documentales y series, Doc Land Films ha hecho publicidad documental para Google, Unión Europea, Gobierno de España, Fundación La Caixa, Banco Santander, Fundación Once.

## Premios y nominaciones
- 2022: LA Shorts Festival. Sección oficial "Fortuna".
- 2022: Festival de Cine de Málaga. Sección oficial "Memoria".
- 2021: Premios Oscar. Candidatura "57 Días".[18]
- 2021: Festival de San Sebastián. Sección oficial "Pandemic Tour Belako".[19]
- 2021: Festival Espiello. Premio Honorífico "Siñal d'Onor" a su carrera.[20][21]
- 2021: Flickerfest. Mejor documental "57 Días" [22]
- 2020: Premios Goya. Clasificación "57 días".[23]
- 2020: Festival de Huelva Cine Iberoamericano. Premio del Público "2020" [24]
- 2020: Festival de Huelva Cine Iberoamericano. Premio del Jurado "2020"
- 2020: Festival Internacional de Cine de Valladolid. Premio Tiempo de Historia para "57 Días" .[25]
- 2018: Festival Internacional de Cine de Montreal. Premio mejor documental internacional para "Morir para contar".[26]
- 2018: Festival Internacional de Cine de Valladolid. Premio mejor documental para "Morir para contar".[27]
- 2017: Premios Platino. Ganador en la categoría Mejor documental para "Nacido en Siria"[28]
- 2017: Premios Goya. Nominación mejor documental para "Nacido en Siria" .[29]
- 2017: Premio Iris. Ganador "Nacido en Siria" [30]
- 2017: Premios Forqué. Ganador mejor documental para "Nacido en Siria" .[31]
- 2016: Premios Forqué. Ganador mejor documental para "Nacido en Gaza".[32]
- 2016: Premios Círculo de Escritores Cinematográficos nominación mejor documental para "Nacido en Siria"
- 2016: Grammy Latino. Nominación mejor documental para "10 años con Bebe" .[33]
- 2015: Premios Goya. Nominación mejor documental para "Nacido en Gaza" [34]
- 2015: Premios Platino. Nominación mejor documental para "Nacido en Gaza" [35]
- 2015: Festival de Al Jazeera. Premio del jurado para "Nacido en Gaza".[36]
- 2015: Premio Rory Peck. Finalista.[37]
- 2014: Premios Círculo de Escritores Cinematográficos nominación mejor documental para "Nacido en Gaza" [38]
- 2014: Premios Iris. Nominación "Reportajes Canal Plus".
- 2013: Premios Iris.  Nominación "Reportajes Canal Plus".
- 2010: Premio Internacional de la Academia de las Artes y la Ciencia de la Televisión de España.[39][40][41][42]